# San Pedro (Lárrede)

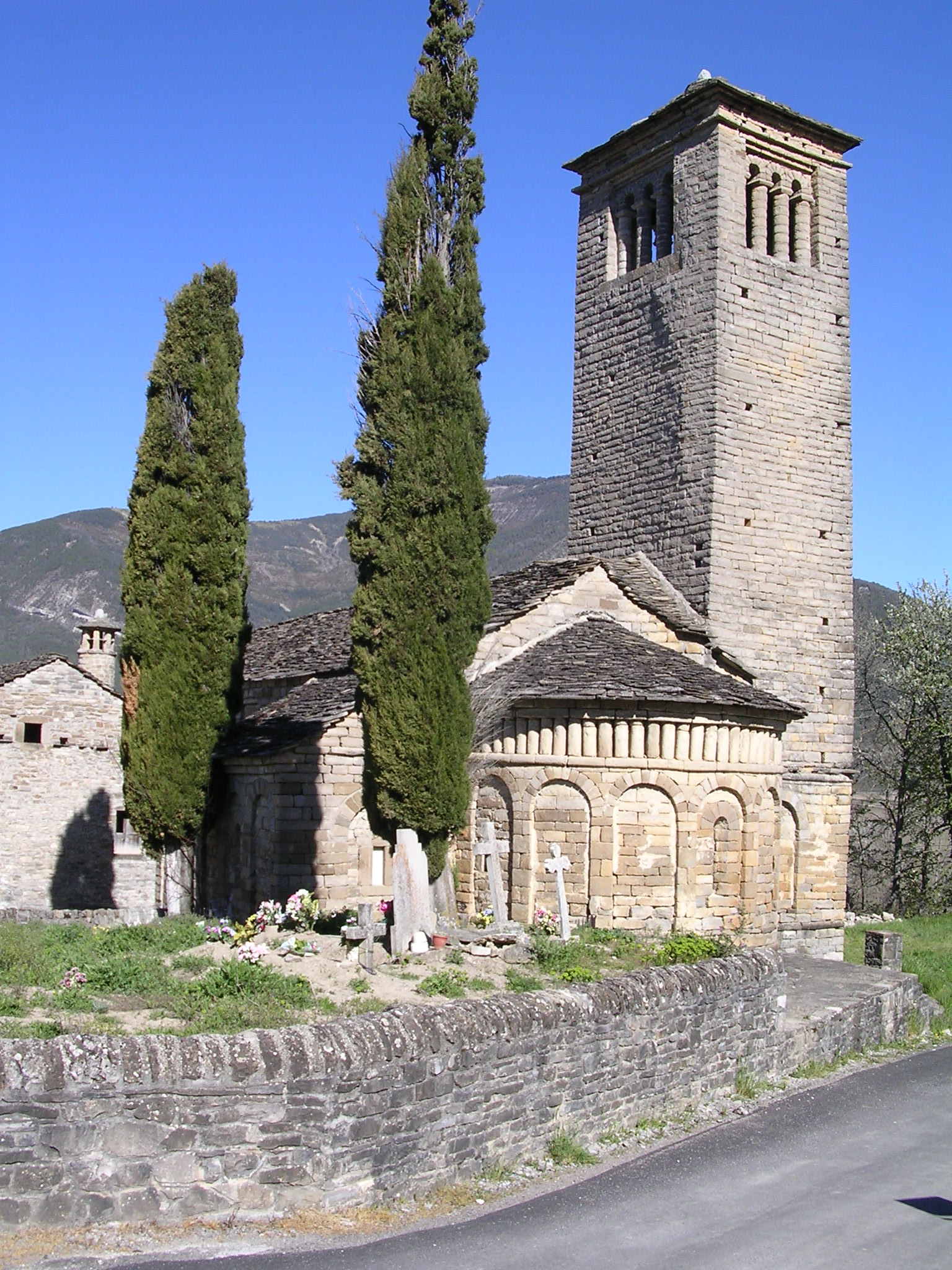
Kirche San Pedro in Lárrede

Die römisch-katholische Pfarrkirche San Pedro (aragonesisch Sant Per de Larrede) in Lárrede, einem Ortsteil der Gemeinde Sabiñánigo in der spanischen Provinz Huesca der Autonomen Gemeinschaft Aragonien, wurde im 10. oder 11. Jahrhundert errichtet. Die Kirche ist seit 1931 ein geschütztes Baudenkmal (Bien de Interés Cultural).

## Geschichte
Die dem Apostel Petrus geweihte Kirche wird von einem Teil der Forscher der Mozarabischen Architektur (Erbauungszeit etwa 960 bis 1000) und von anderen der Romanischen Architektur (Erbauungszeit etwa 1050 bis 1060) zugerechnet.
Die Kirche, die im Laufe der Jahrhunderte nicht verändert wurde, erfuhr 1933 eine umfassende Restaurierung. In den 1960er Jahren fand die letzte Renovierung statt.

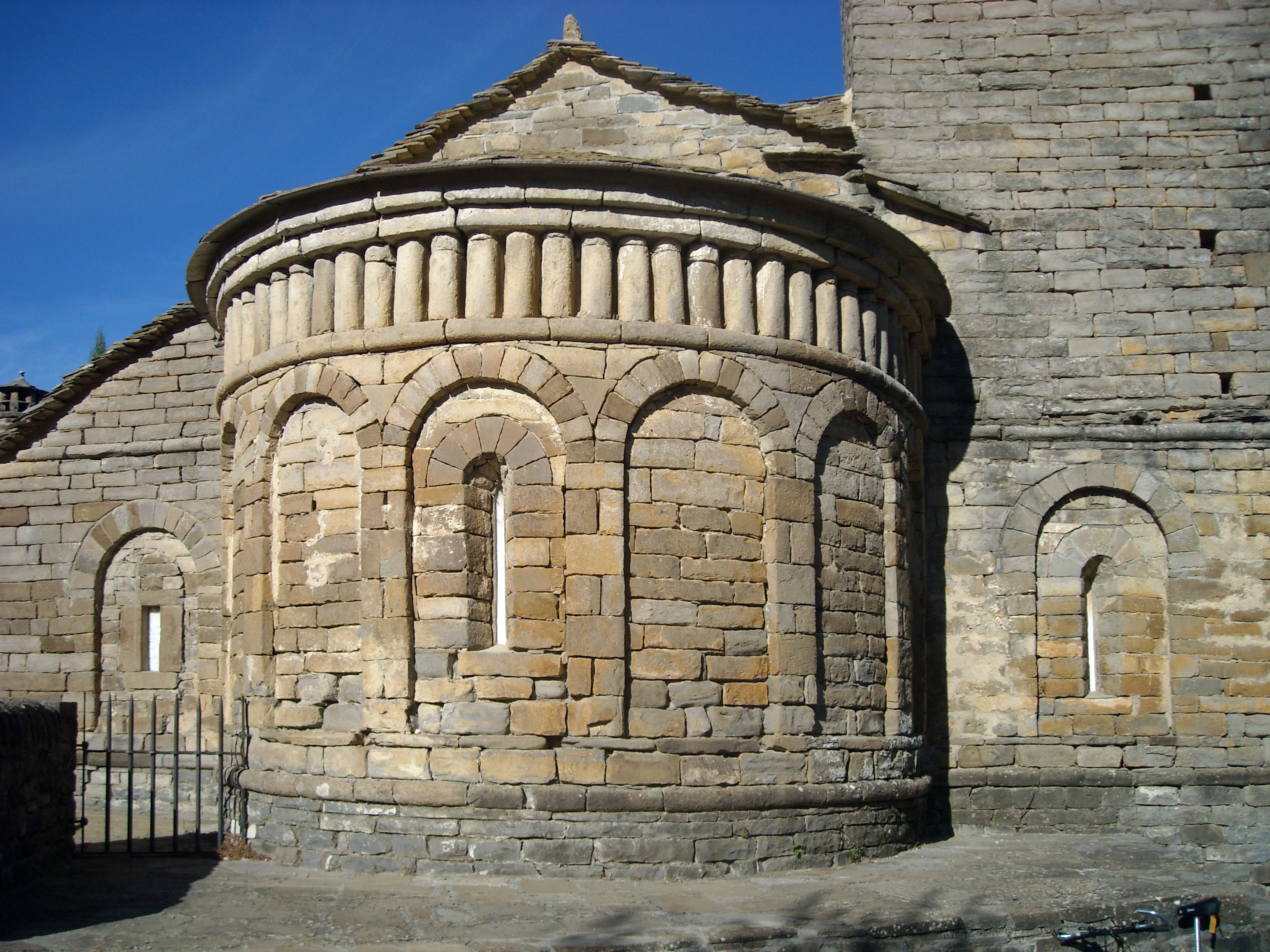
Apsis

## Architektur
Der Grundriss der Kirche ist ein lateinisches Kreuz. Das Kirchenschiff und der halbrunde Chor sind aus sorgfältig bearbeiteten Werksteinen gefertigt. Der Chor besitzt sieben Blendarkaden, über denen ein Fries mit Rundstäben angebracht ist. Ein schlichtes rundbogiges Portal befindet sich an der Südseite.
Der rechteckige Turm ist im Vergleich zur Kirche sehr hoch. Das letzte Geschoss ist allen vier Seiten von Drillingsfenstern durchbrochen, die von einem Alfiz eingerahmt werden.